# Cnobheresburg

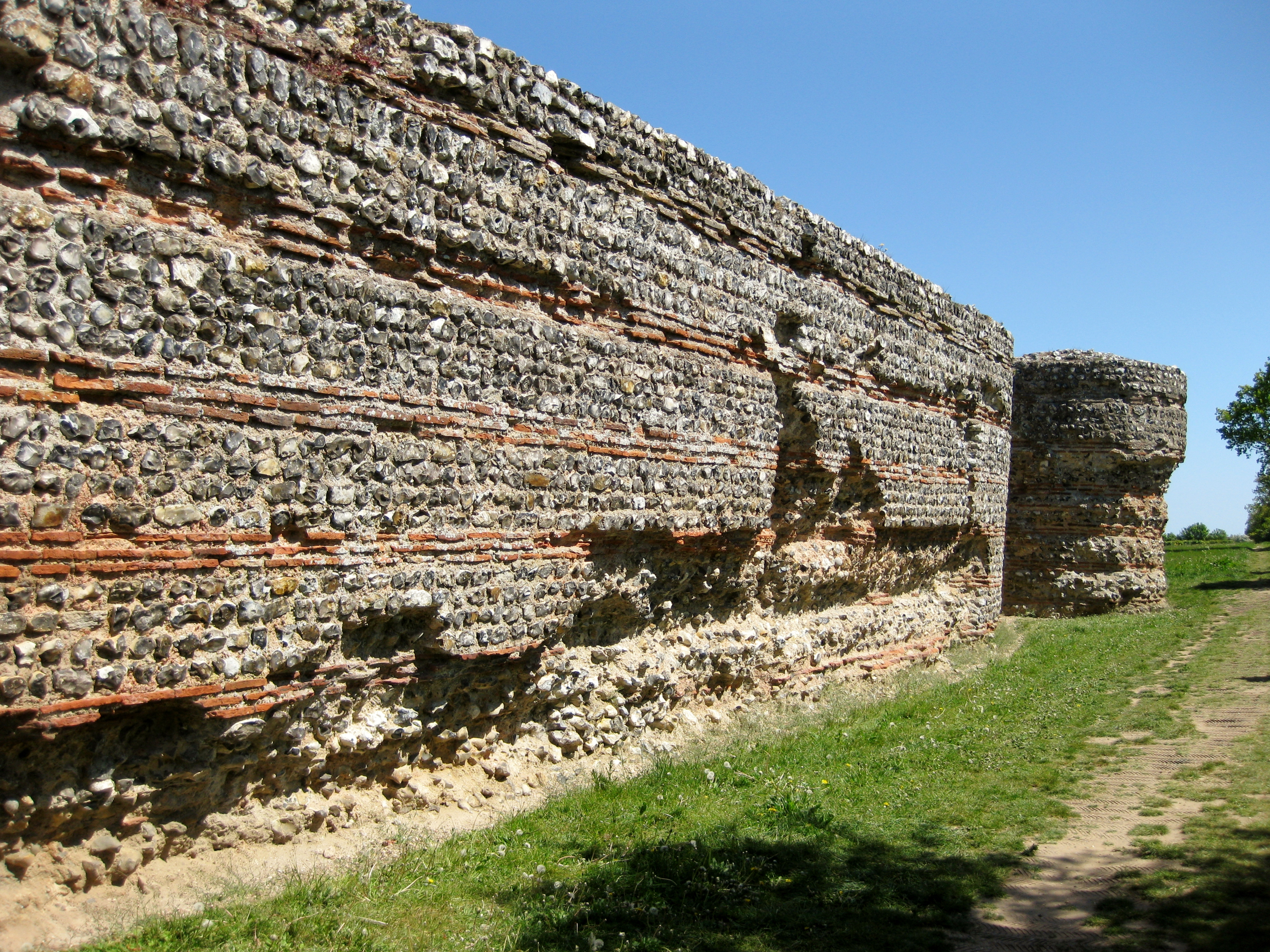
Il forte romano di Burgh Castle è comunemente identificato con Cnobheresburg.

Cnobheresburg era un castrum nell'Anglia orientale descritto da San Beda, dove nel 630 circa fu fondato da San Furseo il primo monastero del monachesimo irlandese nell'Inghilterra meridionale.

## Storia
Secondo la Historia ecclesiastica gentis Anglorum di San Beda, che attinge a una precedente agiografia del monaco irlandese San Furseo, il re dell'Anglia orientale Sigeberto, intorno al 630, offrì della terra al Santo per costruirvi un monastero. San Beda specifica che:
(Beda il Venerabile, Historia ecclesiastica gentis Anglorum, Libro Terzo, paragrafo 19)
La città di Cnobheri è solitamente identificata con Burgh Castle. Il successore di Sigeberto, il re Anna, dotò questo monastero di altri terreni e beni. Dopo alcuni anni, forse intorno al 643, San Furseo decise di ritirarsi dal mondo e affida il monastero di Cnobheresburg al fratello, San Foillano. Secondo l'agiografia di quest'ultimo, il monastero fu saccheggiato e distrutto intorno al 650 o 651 dagli eserciti del re pagano Penda di Mercia, che costrinse il re Anna all'esilio. L'intervento di Anna, tuttavia, consentì a San Foillano di scappare con le reliquie e i libri che erano conservati a Cnobheresburg.

## Posizione
La posizione è sconosciuta. Il sito è comunemente identificato con il Forte di Burgh Castle (Norfolk) vicino alla foce del fiume Yare, ritenuto il Garianonum della Notitia dignitatum e dalla descrizione geografica della Britannia di Claudio Tolomeo. William Camden fu il primo a suggerire di localizzare il monastero di Cnobheresburg di San Beda a Burgh Castle. Le rovine del forte romano potrebbero corrispondere al castrum di cui parla San Beda. Questa identificazione è ripresa dalla maggior parte degli storici successivi. Tuttavia, diversi dettagli suggeriscono che non sia accurato. Quando menziona «la città di Cnobhere», San Beda parla di urbs, termine che usa solo per i siti che non sono di origine romana. Il forte romano del castello di Burgh fu scavato da Charles Green nel 1958-1961. Un rapporto dettagliato del Norfolk Museums Service nel 1983 (East Anglian Archaeology 20) mostra che non c'è mai stato alcun insediamento monastico nello stesso castello di Burgh, nonostante la scoperta di un cimitero cristiano risalente al periodo 650-800.